# 2001 (szám)
A 2001 (kétezer-egy) (római számmal: MMI) a 2000 és 2002 között található természetes szám.

## A matematikában
A tízes számrendszerbeli 2001-es a kettes számrendszerben 11111010001, a nyolcas számrendszerben 3721, a tizenhatos számrendszerben 7D1 alakban írható fel.
A 2001 páratlan szám, összetett szám. Kanonikus alakban a 31 · 231 · 291 szorzattal, normálalakban a 2,001 · 103 szorzattal írható fel. Nyolc osztója van a természetes számok halmazán, ezek növekvő sorrendben: 1, 3, 23, 29, 69, 87, 667 és 2001.
Szfenikus szám.
39 különböző szám valódiosztó-összegeként áll elő, ezek közül a legkisebb a 3759.